# Mauro Carli
Mauro Carli (Roma, 7 aprile 1961) è un attore e modello italiano.

## Biografia
Dopo aver studiato recitazione, esordisce in televisione in Ci pensiamo lunedì, poi partecipa a tre edizioni di Fantastico e ad altri programmi quali L'Orecchiocchio, Quei trentasei gradini, Al Paradise, Serata d'onore, Cordialmente, Tandem, Sereno variabile, Forum e Il principe azzurro.
Nel cinema ha partecipato a Italian Fast Food, L'isola del tesoro, L'ultimo ciak a Venezia, Ciao, ma... e Gli indifferenti ed inoltre ha partecipato agli sceneggiati La piovra 2, Sapore di Gloria e Aquile.
Da modello ha partecipato a numerose sfilate, inoltre nel 1985 ha vinto il concorso di bellezza maschile del Lui di Roma, nel 1986 è arrivato secondo nel Lui d'Italia e nel 1987 sempre secondo nel concorso Il più bello d'Italia.

## Filmografia
- Italian Fast Food (1986)
- L'isola del tesoro (1987)
- Ciao ma'... (1988)
- Sapore di gloria (1988) - serie TV
- Aquile (1989)

| Controllo di autorità | VIAF (EN) 309625258 · ISNI (EN) 0000 0004 3550 0443 · GND (DE) 1053364512 |